# Чмут Тарас Миколайович
Тарас Миколайович Чмут (нар. 13 жовтня 1991, Коростишів) — військовий аналітик, сержант резерву морської піхоти ВМСУ, волонтер, учасник російсько-української війни. Засновник «Українського мілітарного центру» (MIL.IN.UA, до 2021 року — Український мілітарний портал). Голова фонду «Повернись живим» (з 2020).

## Життєпис
Народився 13 жовтня 1991 року у Коростишеві, на Житомирщині. Батько — підприємець. Мати працює в міжнародній організації — ПРООН.
2008 року, у віці 16 років, став співзасновником «Українського мілітарного порталу».
Вступив[коли?] до Інституту аеронавігації Національного авіаційного університету на спеціальність «Комплекси пілотажно-навігаційного обладнання».
Був координатором громадянської мережі ОПОРА у Житомирській області.

### Російсько-українська війна
З початком війни активно допомагав Збройним силам України як волонтер, був координатором проєкту «Мілітарна допомога», створеного командою «Українського Мілітарного Порталу».
В 2015 році завершив магістратуру НАУ, здобув кваліфікацію наукового працівника за напрямком «Авіоніка», після чого вирішив вступити до лав ЗСУ. Документи оформляв два місяці — у військкоматі його спочатку не допускали до служби у морській піхоті за станом здоров'я, натомість відправляли служити на строкову службу, але він домігся свого. Пішов служити за контрактом до 501-го окремого батальйону морської піхоти, на посаду стрільця.
Вже перебуваючи на службі, не припинив волонтерської діяльності і працював над задачею забезпечити снайперів десантно-штурмової роти батальйону модернізованими снайперськими гвинтівками СВД — планувалося закупити сучасні оптичні приціли з кріпленнями, глушники, сошки з базами, буфери віддачі, лазерні далекоміри. З першого дня служби почав вести «Щоденник морпіха», яким виносив обговорення внутрішніх проблем батальйону на широкий загал. Через це мав напружені стосунки з командуванням, і наприкінці вересня 2015 року його вивели із зони бойових дій за наказом командувача АТО.
Тараса перевели на штабну посаду в Миколаєві, де розміщувався підрозділ, бо не змогли звільнити згідно з умовами контракту. В травні 2016 року Тарас, долаючи опір бюрократії та командування, перевівся до 137-го батальйону морської піхоти в Одесі. На той час він вже встиг пройти курси теоретичної та практичної підготовки для сержантів від британських інструкторів, зокрема як оператор американського безпілотника RQ-11 Raven.[уточнити] Підготовка відбувалася в тому числі в зоні бойових дій на Донбасі. В Одесі він став командиром відділення безпілотної авіації, але після навчання на підрозділ Чмута безпілотників не вистачило. Згодом Тарас пройшов ще три курси від британців: мінна безпека, інструкторські курси й лідерство та медицина. Брав участь в навчаннях «Сі Бриз-2016», після яких подався на місячний курс інструкторів НАТО в Литві і здобув сертифікат інструктора. Після Литви Тарас у складі батальйону відправився до зони бойових дій, де пробув із жовтня 2016-го по червень 2017-го.
Прослужив у морській піхоті 2,5 роки, був командиром взводу розвідки 137-го батальйону. Брав участь у боях під Широкиним і Павлополем. Звільнився з лав ЗСУ у 2017 році у званні сержанта.

### «Повернись живим»
Після демобілізації працював в Українському Мілітарному Порталі, став співзасновником аналітичного відділу фонду «Повернись живим». На липень 2020 року був керівником цього відділу. 24 листопада 2020 року став керівником фонду.
| | Аналітика — це спосіб системно впливати на масштабні речі в секторі безпеки та оборони. |
| — Тарас Чмут, про координацію БФ «Повернись живим» із ЗСУ та що допоможе Україні перемогти. OK TALK #14 |                                                                                         |

Є основним спікером подкасту «Фронтова поплава».
З початком повномасштабного вторгнення Росії на територію України 24 лютого 2022 року, фонд очолюваний Тарасом значно збільшив залучення гуманітарної допомоги, що спрямовувалась на потреби ЗСУ та громад територіальної допомоги.
За його очолювання Фонд першим з благодійних організацій отримав дозвіл купувати летальне озброєння. У травні 2022 року «Повернись живим» законтрактував, а в червні вже отримав безпілотний комплекс Bayraktar TB2 вартістю $16,5 млн.
11 жовтня 2024 року був призначений одним з членів наглядової ради в «Агенції оборонних закупівель»‎.
24 січня 2025 року Міністр Оборони України Рустем Умєров відкликав двох представників держави з Наглядової ради АОЗ, зокрема і Тараса Чмута.
5 лютого 2025 року був призначений одним з членів наглядової ради в КАІ.
У травні 2025 року заявляв, що Україні невигідна зупинка війни — на відміну від Росії, поразка якої ближча.

## Нагороди і відзнаки
- медаль «Захиснику Вітчизни» (23 серпня 2022) — за значні заслуги у зміцненні української державності, мужність і самовідданість, виявлені у захисті суверенітету та територіальної цілісності України, вагомий особистий внесок у розвиток різних сфер суспільного життя, відстоювання національних інтересів нашої держави, сумлінне виконання професійного обов'язку[18]
- Пам'ятний знак за сприяння військово-морським силам України. (2022)[джерело?]
- «Світло Справедливості» за моральне лідерство. (2023)[19][20]
- 22 червня 2022 року — № 1 у рейтингу журналу Forbes «30 до 30»[21]
- жовтень 2023 — учасник списку «УП 100», рейтингу лідерів України видання Українська правда[22]
- 2025 — учасник списку премії «100 людей NV» видання NV[23]

### Інтерв'ю
- Військовослужбовець-волонтер Тарас Чмут розповів Житомир.info про волонтерську діяльність та конфлікт з командуванням // zhitomir.info, 28 вересня 2015
- Станіслав Козлюк, Морпіх і його щоденники // Український тиждень, 18 березня 2018
- Надія Суха, Військовий експерт Тарас Чмут: Заяви про повернення ядерного статусу для України — відвертий популізм // Українська правда, 18 липня 2019
- Ірина Левицька, Армія готова до війни. Це найважливіший здобуток із 2014 року // gazeta.ua, 21 липня 2020
- Олександр Тереверко, Новорічне бажання «під ялинку» від фонду «Повернись живим» // АрміяInform, 5 січня 2021
- Ольга Омельянчук, Данило Павлов, Повернись живим: Тарас Чмут — про те, як волонтерство трансформувалось у професійну благодійність і чому важливо підтримувати моду на допомогу іншим // theukrainians.org, 17 січня 2021
- Анастасія Рінгіс, Чому українські військові йдуть з армії. Інтерв'ю з морпіхом, керівником фонду «Повернись живим» Тарасом Чмутом // Українська правда, 27 травня 2021
- Збірка інтерв'ю з Тарасом Чмутом